# Sutri
Sutri är en stad och kommun i provinsen Viterbo i Lazio, Italien. Kommunen hade 6 663 invånare (2018) och gränsar till kommunerna Bassano Romano, Bracciano, Capranica, Monterosi, Nepi, Ronciglione och Trevignano Romano.
Namnet "Sutri" (latin Satrium) kommer troligen av "Sutrina", etruskernas namn på Saturnus.
År 1046 inledde kejsar Henrik III sin kyrkoreform genom att avsätta tre påvar, se synoden i Sutri.